# チャクワラ属
チャクワラ属（チャクワラぞく、Sauromalus）は、爬虫綱有鱗目イグアナ科に属する属。

## 分布
アメリカ合衆国南西部、メキシコ北西部

## 分類
キタチャクワラの学名はSauromalus obesusが長く用いられてきたが、Sauromalus aterの方が先に記載されている。ICZNにS. obesusを引き続き使用することを求める意見が提出されたこともあるが、却下されている。
以下の分類・英名は、Buckley et al.(2016)に従う。和名は中井(2024)を参考。
- Sauromalus ater キタチャクワラ[3] Common chuckwalla（S. australisはシノニムとされる）
- Sauromalus hispidus トゲチャクワラ Spiny chuckwalla
- Sauromalus klauberi サンタカタリナチャクワラ Catalina chuckwalla
- Sauromalus slevini モントセラットチャクワラ Slevin's chuckwalla
- Sauromalus varius サンエステバンチャクワラ (マダラチャクワラ) Piebald chuckwalla